# Рауска, Эрик
Йохан Эрик Рауска (латыш. Johans Ērihs Rauska; 15 [27] мая 1899, Валка, Лифляндская губерния — 14 января 1981, Сан-Паулу) — латвийский тяжелоатлет. Участник летних Олимпийских игр 1924 года.

## Биография
Эрик Рауска родился 27 мая (15 мая по старому стилю) 1899 года в российском городе Валк (сейчас Валка в Латвии).
Выступал в соревнованиях по тяжёлой атлетике за «Краузе». Четырежды становился чемпионом Латвии: трижды в лёгком весе (1921, 1923—1924) и один раз в среднем весе (1925).
В 1924 году вошёл в состав сборной Латвии на летних Олимпийских играх в Париже. В весовой категории до 67,5 кг занял 21-е место, показав результат 325 кг в сумме пятиборья (65 кг в рывке одной рукой + 75 кг в жиме + 80 кг в рывке двумя руками + 105 кг в толчке двумя руками, не сделав ни одной зачётной попытки в толчке одной рукой) и уступив 115 кг завоевавшему золото с олимпийским рекордом Эдмону Декоттинье из Франции.
Умер 14 января 1981 года в бразильском городе Сан-Паулу.

## Семья
Отец — Петер Рауска, колёсный мастер.
Мать — Катрина Элизабета Рауска (до замужества — Линдра).